# 액트 오브 바이올런스
액트 오브 바이올런스(Act Of Violence)는 미국에서 제작된 프레드 진네만 감독의 1949년 스릴러, 느와르, 드라마 영화이다. 밴 헤플린 등이 주연으로 출연하였고 윌리엄 H. 라이트 등이 제작에 참여하였다.

## 출연

### 주연
- 밴 헤플린
- 로버트 라이언

### 조연
- 자넷 리
- 매리 애스터
- 필리스 새스터
- 베리 크뢰거
- 테일러 홈스
- 해리 앤트림
- 코니 길크리스트
- 윌 라이트

## 제작진
- 미술: 세드릭 기븐스
- 미술: 한스 피터스
- 의상: 헬렌 로즈